# Морумби (кладбище)

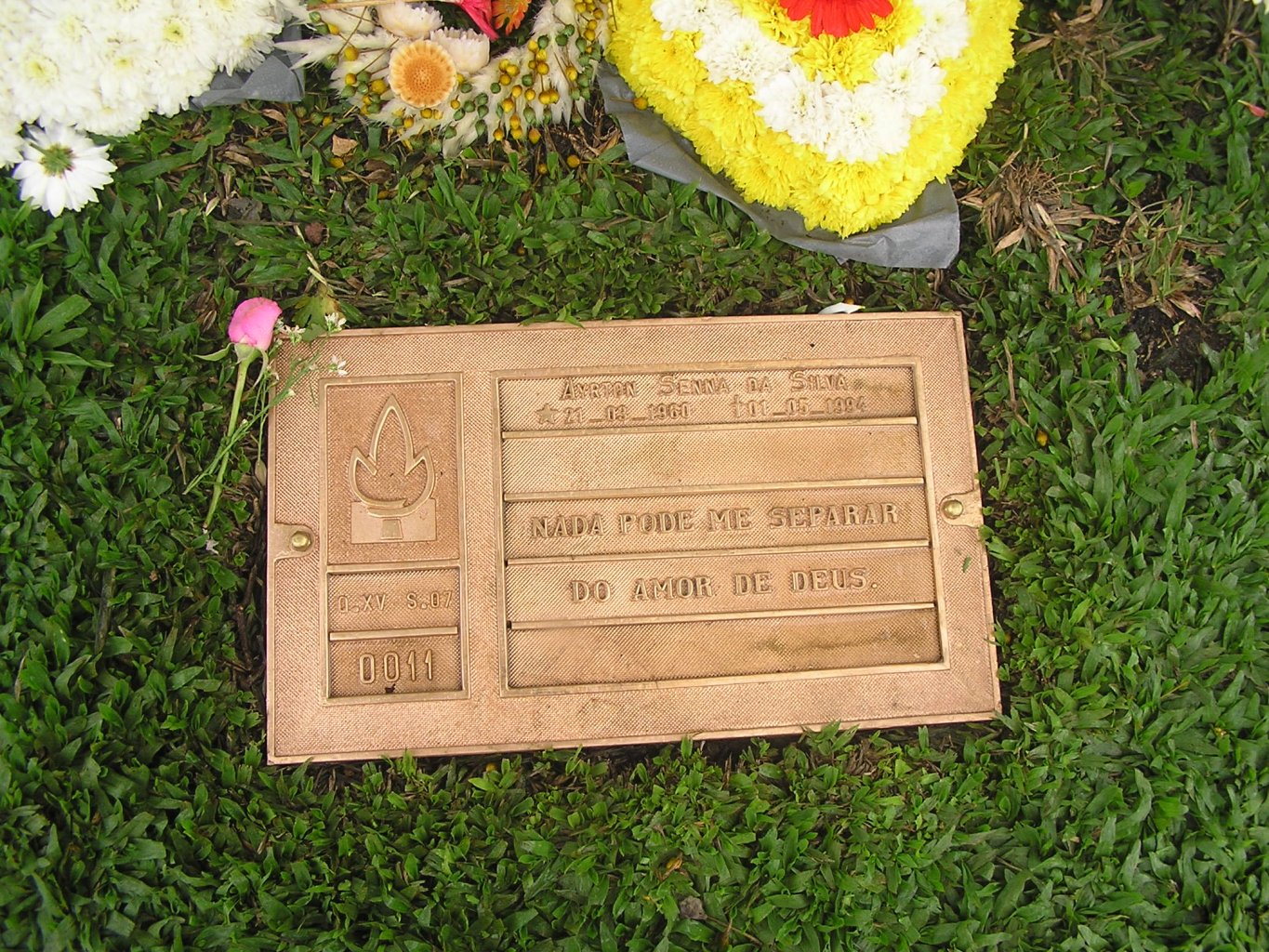
Плита на могиле Айртона Сенны

Кладбище Морумби (порт. Cemitério do Morumbi) — городской некрополь, расположен в южной части бразильского города Сан-Паулу в престижном районе Морумби.

## История
Основано в 1968 году. Общая площадь 300 000 м². Считается первым «Парком-кладбищем Южной Америки».  Создано по типу североамериканских кладбищ: большое по размеру, похожее на луг, без намогильных памятников, крестов и выступающих из земли могил, лишь с табличками небольшого формата на месте захоронения умершего.
Кладбище считается туристической достопримечательностью Сан-Паулу и частью культурной экспозиции города.
На кладбище похоронены многие знаменитые персоны, оставившие свой вклад в истории Бразилии.

## Известные люди, похороненные на кладбище
- Голиаш, Роналд — комик и актёр.
- Жилмар — футболист, вратарь, чемпион мира 1958 и 1962 годов. Лучший вратарь Бразилии в XX веке, один из лучших вратарей в истории мирового футбола по версии IFFHS.
- Жувенсио, Жувенал — адвокат, президент футбольного клуба «Сан-Паулу».
- Элис Режина — эстрадная певица, одна из самых уважаемых и любимых звёзд бразильской эстрады.
- Салгаду, Плиниу — журналист, философ и политик, основатель и бессменный лидер бразильского ультраправого политического движения, известного как интегрализм.
- Сенна, Айртон — всемирно известный автогонщик, трёхкратный чемпион мира Формулы-1 (1988, 1990 и 1991).
- Эрнандес, Клодовиль — модельер, телеведущий и политик.